# Split tunneling
Split tunneling là một khái niệm mạng máy tính cho phép một người sử dụng máy tính di động truy cập vào các mạng không đồng dạng an ninh như một mạng công cộng (ví dụ, Internet) và một mạng LAN hoặc WAN cùng một lúc, sử dụng các kết nối mạng cùng hoặc khác nhau.

## Công dụng
Nhân viên một hãng có thể sử dụng một phần mềm truy cập dữ liệu từ xa qua VPN để truy cập mạng công ty của họ chẳng hạn qua WLAN của một khách sạn. Người dùng với split tunneling kích hoạt có thể kết nối với máy chủ tập tin, máy chủ cơ sở dữ liệu, máy chủ mail và máy chủ khác trên mạng công ty thông qua kết nối VPN. Khi người dùng kết nối tới tài nguyên Internet (các trang web, các trang web FTP, vv), các yêu cầu kết nối trực tiếp đi ra cửa ngõ cung cấp bởi WLAN của khách sạn.

## Ưu điểm
Một lợi thế của việc sử dụng split tunneling là nó làm giảm bớt tắc nghẽn và bảo tồn băng thông như lưu lượng truy cập Internet không phải đi qua máy chủ VPN.

## Nhược điểm
Một bất lợi là khi split tunneling được kích hoạt, người sử dụng không còn dùng bộ lọc của máy chủ proxy của công ty mà tạo sự an toàn cho việc truy cập Internet. 